# Gastrolobium
Gastrolobium és un gènere de plantes amb flors dins la família de les fabàcies.Té unes 100 espècies totes elles són plantes natives del sud-oest d'Austràlia o d'Austràlia occidental.
Un nombre significatiu de les seves espècies acumulen fluoroacetat de l'àcid monofluoroacètic que és verinós que van causar cap a l'any 1840, enverinaments en el ramat australià.

## Taxonomia
Els gèneres Jansonia, Nemcia i Brachysema es van incorporar dins Gastrolobium en la monografia de Chandler et al.de 2002.
- Gastrolobium acrocaroli Crisp ms
- Gastrolobium aculeatum
- Gastrolobium acutum
- Gastrolobium alternifolium
- Gastrolobium appressum C.A. Gardner Scaleleaf poison
- Gastrolobium bennettsianum C.A. Gardner Cluster poison
- Gastrolobium bilobum R.Br Heart-leaf poison
- Gastrolobium bracteolosum
- Gastrolobium brevipes Crisp
- Gastrolobium brownii Meisn
- Gastrolobium callistachys Meisn. Rock poison[1]
- Gastrolobium calycinum Benth. York Road poison
- Gastrolobium celsianum (Lemaire) G.Chandler & Crisp Swan River pea
- Gastrolobium congestum Crisp ms
- Gastrolobium coriaceum (Sm.) G.Chandler & Crisp
- Gastrolobium crassifolium Benth. Thickleaf poison
- Gastrolobium crenulatum
- Gastrolobium crispatum
- Gastrolobium cruciatum
- Gastrolobium cuneatum Henfr.
- Gastrolobium cyanophyllum
- Gastrolobium densifolium C.A. Gardner Mallet poison
- Gastrolobium diablophyllum G. Chandler and Crisp ms
- Gastrolobium dilatatum
- Gastrolobium discolor
- Gastrolobium dorrienii
- Gastrolobium ebracteolatum
- Gastrolobium effusum
- Gastrolobium elegans
- Gastrolobium epacridoides
- Gastrolobium ferrugineum
- Gastrolobium floribundum S. Moore Wodjil poison
- Gastrolobium forrestii River poison
- Gastrolobium glabratum Crisp ms
- Gastrolobium glaucum C.A. Gardner Spike poison[2]
- Gastrolobium grandiflorum F.Muell Wallflower poison
- Gastrolobium graniticum (S. Moore) Crisp Granite poison[3]
- Gastrolobium hamulosum Meisn. Hook Point poison[4]
- Gastrolobium heterophyllum (Turcz.) Crisp Slender poison
- Gastrolobium hians Crisp ms
- Gastrolobium hookeri
- Gastrolobium humile
- Gastrolobium involutum
- Gastrolobium latifolium
- Gastrolobium laytonii Jean White Breelya Kite Leaf
- Gastrolobium lehmannii Meisn.
- Gastrolobium melanopetalum (F. Muell.) G.Chandler & Crisp
- Gastrolobium minus (Crisp) G.Chandler & Crisp Broad-leaved Brachysema
- Gastrolobium microcarpum Meisn. Sandplain poison
- Gastrolobium nutans G. Chandler & Crisp ms
- Gastrolobium ovalifolium Henfr. Runner poison
- Gastrolobium oxylobioides Benth. Champion Bay poison
- Gastrolobium parvifolium (Benth.) Crisp Box poison
- Gastrolobium parvifolium (Benth.) Crisp var. parvifolium ms
- Gastrolobium parvifolium Benth. Berry poison
- Gastrolobium polystchyum Meisn. Horned poison, (Hill-river poison)
- Gastrolobium praemorsum (Meisn.) G.Chandler & Crisp
- Gastrolobium propinquum C.A. Gardner Hutt River poison
- Gastrolobium pusillum Crisp & PH Weston
- Gastrolobium pycnostachyum Benth. Mt Ragged poison, Round-leaf poison[5]
- Gastrolobium pyramidalum
- Gastrolobium racemosum (Turcz.) Crisp Net-leaf poison
- Gastrolobium reflexum G. Chandler ms
- Gastrolobium revolutum Crisp ms
- Gastrolobium rigidum (C.A. Gardiner) Crisp Rigid leaf poison[6]
- Gastrolobium rotundifolium Meisn. 'Gilbernine poison
- Gastrolobium rubrum Benth.
- Gastrolobium semiteres Crisp ms
- Gastrolobium sp. East Peak (E.D. Middleton EDM 43)
- Gastrolobium sericeum (Sm.) G.Chandler & Crisp
- Gastrolobium spathulatum
- Gastrolobium spectabile (Endl.) Crisp Roe's poison
- Gastrolobium spinosum Benth. Prickly poison
- Gastrolobium spinosum Benth. var. spinosum
- Gastrolobium spinosum Benth. var. trilobum S. Moore
- Gastrolobium stenophyllum Turcz. Narrow-leaved poison
- Gastrolobium stowardii
- Gastrolobium subcordatum
- Gastrolobium tenue Crisp ms
- Gastrolobium tergiversum
- Gastrolobium tetragonophyllum {E.Pritz.) Crisp Brother-brother
- Gastrolobium tomentosum C.A. Gardner Wooly poison[7]
- Gastrolobium triangulare(Benth.) Domin
- Gastrolobium tricuspidatum
- Gastrolobium trilobum Benth. Bullock poison
- Gastrolobium truncatum Benth.
- Gastrolobium velutinum Lindl. Stirling Range poison
- Gastrolobium venulosum
- Gastrolobium vestitum
- Gastrolobium villosum Crinkle-leaf poison
- Gastrolobium whicherensis
- Gastrolobium wonganensis
- Gastrolobium villosum Benth. Crinkle-leaved poison